# 威廉·穆尔 (自行车运动员)
威廉·穆尔（英語：William Moore，1947年4月2日—），英国前男子自行车运动员。他曾代表英国参加1972年夏季奥林匹克运动会自行车比赛，获得男子团体追逐赛铜牌。